# Ilingoceros
Genre
Ilingoceros est un genre fossile d'artiodactyles de la famille des Antilocapridae qui a vécu en Amérique du Nord au Miocène supérieur, d'environ 12,5 à 4,9 millions d'années. Les Antilocapridae étaient répandus au Miocène et au Pliocène, mais ont aujourd'hui pour seul représentant subsistant l'espèce Antilocapra americana.

## Historique
Ilingoceros a été décrit par John Campbell Merriam en 1909 à partir de fossiles découverts près de Winnemucca, dans le Nevada. En 1911, une seconde espèce a été décrite à partir d'ossements découverts près de Tehachapi, en Californie. Les fossiles d’Ilingoceros sont conservés au musée de paléontologie de l'université de Californie (en) et au musée d'histoire naturelle et culturelle de l'université d'Oregon (en).

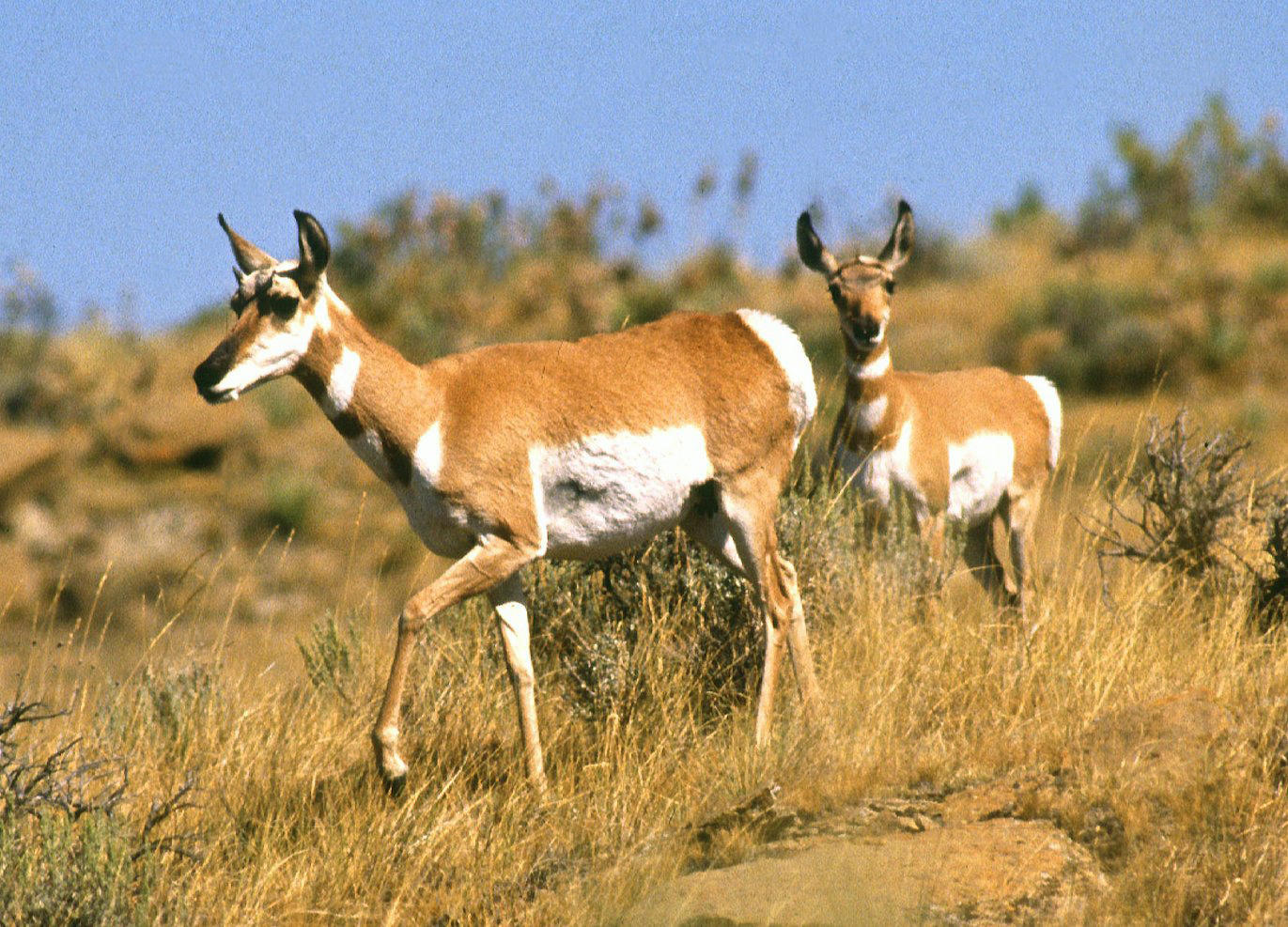
Antilocapra americana, seule espèce d'Antilocapridae subsistante

## Description
Le genre Ilingoceros se caractérise par ses cornes qui, comme celles des koudous, s'enroulent, mais qui contrairement à ceux-ci, restent droites et donnent l'impression que chaque corne est composée de deux cornes s'enroulant sur elles-mêmes. La morphologie générale d’Ilingoceros fait penser à celle des oryx. Ilingoceros était plus grand que sa cousine actuelle, Antilocapra americana, et avait une longueur d'environ 1,8 m, alors que sa cousine moderne ne fait qu'1,4 m.

## Aire géographique
Les fossiles d'Ilingoceros ont été découverts dans l'ouest des États-Unis, en Californie et au Nevada.

## Paléobiologie
Les espèces du genre Ilingoceros sont des herbivores occupant la même niche écologique que les gazelles ou les cervidés. Leurs cousins les plus proches, en dehors des autres Antilocapridae, sont les Giraffidae (girafes, okapis).

## Liste des espèces
Selon GBIF (1 septembre 2024) :
- † Ilingoceros alexandrae Merriam, 1909
- † Ilingoceros schizoceras Merriam, 1911